# 야마다정 (가가와현)
야마다정(일본어: 山田町)은 일본 가가와현 기타군에 있던 정이다. 

## 역사
- 1955년 4월 1일 - 가와시마정, 소가와촌, 히가시우에타촌, 니시우에타촌 합병해 야마다정이 성립하였다.
- 1966년 7월 1일 - 다카마쓰시에 편입해 소멸하였다.

## 참고 문헌
- 角川日本地名大辞典編纂委員会, 『角川日本地名大辞典 43 香川県』, 1985, 角川書店
- 四国新聞社 編『香川年鑑』 昭和41年、四国新聞社、高松市、1965年12月25日。 NCID BB10788678。OCLC 52393151。